# Grabownia
Grabownia – część miasta i dzielnica Rybnika położona w północnej części miasta, od strony zachodniej leży nad Zalewem Rybnickim. Liczba mieszkańców wynosi ok. 750. Kaplica w Grabowni powstała w 1905 r. W dzielnicy funkcjonuje również klub piłkarski „TKKF Jedność Grabownia-Golejów”.
Dzielnica została włączona do Rybnika 1 lutego 1977.
- Przewodniczący rady dzielnicy: Tomasz Ibrom
- Przewodniczący zarządu dzielnicy: Bogdan Kotyrba

## Historia
Nazwa „Grabownia” wywodzi się od grabów, które niegdyś masowo rosły na tych terenach. Początki osady są odległe, sięgają najprawdopodobniej drugiej połowy XIII wieku, kiedy to tamtejsze ziemie zostały darowane zakonowi Cystersów przez księcia Władysława III Opolskiego.
Wieś należała do klasztoru aż do jego kasacji przez władze pruskie w 1810 roku. W 1847 weszła w skład gminy Golejów. Później jeszcze kilka razy zmieniała przynależność administracyjną: w 1954 roku została włączona do gromady Wielopole, w 1973 stała się częścią gminy Ochojec, a od 1977 jest dzielnicą Rybnika.
Dzięki staraniom mieszkańców, w 1911 roku wybudowano we wsi szkołę (budynek przy ul. W. Poloczka 97, wpisany do rejestru zabytków 2 lutego 2024 pod numerem A/1341/24). Wcześniej tamtejsze dzieci chodziły do oddalonego o 3 km Golejowa. Dziś jest podobnie: dawna szkoła jest opuszczona (do niedawna znajdowało się w niej przedszkole, również przeniesione do Golejowa), a nauka szkolna odbywa się w SP nr 29 w Golejowie. Po III powstaniu Śląskim, kiedy część Górnego Śląska znalazła się w Polsce, Grabownia stała się miejscowością graniczną. Do ważniejszych wydarzeń powojennych w Grabowni należy budowa w 1956 roku Ochotniczej Straży Pożarnej.